# Модульне містечко
Модульне містечко  -  поселення що збудоване з модульних конструкцій. Модульне містечко представляє з себе видовжену конструкцію з багатьох житлових квартир, які як правило формують багато рядів. Модульне містечко може бути дуже швидко збудоване, це дозволяє швидко селити значну кількість жителів що невідкладно потребують отримання помешкання.
Часто модульні містечка використовують як житло для людей що опинилися без житла в результаті стихійних лих чи військових конфліктів. Модульне містечко може бути як тимчасовим житлом, так і постійним
.
Найчастіше модульне містечко комплектується сучасними інфрачервоними обігрівачами, це дозволяє як зекономити кошти та час на будівництві системи опалення, так і зекономити ресурси мешканців підчас опалення. Будівництво  традиційної громіздкої коштовної та енергозатратної системи опалення є недоцільним та не далекоглядним. Побутові зручності в модульному містечку можуть різнитися за рівнем комфорту, хоча вважається що як правило рівень побутових зручностей в модульних містечках поступається традиційному житлу, проте з сучасним прогресом у проектуванні і будівництві модульних містечок це явище залишається у минулому.
Часто буває так що модульне містечко що будувалося як тимчасове житло, ставало постійним.
Перевагами модульних містечок є:
- Швидкість зведення
- Дешевизна зведення
- Охайний і естетичний дизайн[3].

Недоліками модульних містечок є:
- Низька поверховість і відповідно велика площа яку займають такі містечка в порівнянні з багато поверховими житловими будівлями.
- Як правило однокімнатність житлових секцій (квартир).
- Не рідко обмежений доступ до побутових зручностей (душу, туалету і тд.).